# HMS Taku (N38)
«Таку» (N38) (англ. HMS Taku (N38) — військовий корабель, підводний човен І-го підкласу типу «T» Королівського військово-морського флоту Великої Британії часів Другої світової війни.

## Історія створення
«Таку» був закладений 18 листопада 1937 на верфі компанії Cammell Laird, Беркенгед. 3 січня 1940 увійшов до складу Королівських ВМС Великої Британії.